# Stadion WKS Wawel
Stadion WKS Wawel – wielofunkcyjny stadion sportowy położony przy ulicy Podchorążych w Krakowie, należący do gminy miejskiej Kraków. Jest siedzibą wielosekcyjnego klubu WKS Wawel Kraków.

## Historia stadionu
Przed budową stadionu piłkarze Wawelu korzystali z boiska Łobzowianki na tzw. Małych Błoniach, w okolicach dzisiejszych ulic Armii Krajowej i Stanisława Przybyszewskiego.
11 października 1951 na terenach parku pałacowego w Łobzowie otwarto kompleks sportowy z boiskiem piłkarskim i krytą drewnianą trybuną, której konstrukcja miała zająć trzy tygodnie. Dzień później, w dzień Wojska Polskiego, stadion zainaugurował mecz OWKS Kraków – Spójnia Kraków (obecnie odpowiednio Wawel i Dąbski KS), wygrany przez gospodarzy 5:3.
W latach 1974–1978 obok stadionu powstała wielofunkcyjna hala sportowa, w której po remoncie w 1986 znalazły się biura WKS Wawel. W 1989 stadion zyskał poszerzoną tartanową bieżnię, która umożliwiła rozgrywanie na nim zawodów rangi międzynarodowej.
W 2007 stadion i obiekty sportowe WKS Wawel od Wojska Polskiego wykupiła gmina miejska Kraków, w której imieniu zarządza nimi Zarząd Infrastruktury Sportowej w Krakowie.
W 2010 z powodu zagrożenia zawaleniem wyłączono z użytku zabytkową drewnianą trybunę od strony ulicy Bartosza Głowackiego. W późniejszych latach jej część była warunkowo dopuszczana do użytku, jednak w 2014 ZIS ogłosił niezrealizowane do dzisiaj plany budowy nowej, a w 2020 trybuna została ostatecznie rozebrana. Na stadionie Wawelu po budowie nowej trybuny i modernizacji do III kategorii PZLA mają odbyć się zawody w łucznictwie w ramach Igrzysk Europejskich 2023.
Po wyburzeniu drewnianej trybuny pojemność stadionu wynosi 1170 miejsc siedzących na wale ziemnym od strony wschodniej. Od 2016 sportowcy i mieszkańcy Krakowa mogą korzystać z nowoczesnej tartanowej nawierzchni i wyposażenia lekkoatletycznego, w tym skoczni i rzutni.
Od strony północnej stadionu miał znajdować się kopiec Esterki, zrównany z ziemią w trakcie budowy obiektu albo we wczesnych latach powojennych.

## Gospodarze stadionu
Oprócz występujących w krakowskiej klasie B piłkarzy Wawelu, mecze domowe rozgrywa tu zespół futbolu amerykańskiego, Kraków Kings.
W latach 1963–1966 gościł piłkarzy Cracovii, którzy korzystali z wojskowego obiektu po pożarze stadionu przy ulicy Kałuży w grudniu 1963. "Pasy" na boisku Wawelu wywalczyły awans do ówczesnej I ligi. W 1957 i 1965 stadion był areną towarzyskich derby Krakowa w piłce nożnej, w których Wisła Kraków pokonała Cracovię odpowiednio 4:1 i 2:0.
Swoje spotkania rozgrywały tu także Garbarnia Kraków i Wisła II Kraków. Do 2014 stadion WKS Wawel był miejscem dorocznych meczów piłkarskich między reprezentacjami krakowskich I ("Nowodworek") i II Liceum Ogólnokształcącego ("Sobieski").